# 西鉄1000形電車 (鉄道)
西鉄1000形電車（にしてつ1000けいでんしゃ）は、西日本鉄道（西鉄）がかつて所有していた優等列車用電車。

## 概要
大牟田線（現・天神大牟田線）の特急電車用として1957年より1960年までに、日本車輌製造および近畿車輛で4両編成6本の24両が製造された。番号は年次と製造会社別で100台単位で分けられ、日本車輌製の1000番台および1100番台と、近畿車輛製の1200番台の3種類があるが、形式はすべて1000形となっている。なお、同じく特急用の1300番台は別形式となっている。
| ← 大牟田福岡（天神）・太宰府 → | ← 大牟田福岡（天神）・太宰府 → | ← 大牟田福岡（天神）・太宰府 → | ← 大牟田福岡（天神）・太宰府 → | 製造メーカー |
| 1001                           | 1002                           | 1003                           | 1004                           | 日本車輌製造 |
| 1005                           | 1006                           | 1007                           | 1008                           | 日本車輌製造 |
| 1101                           | 1102                           | 1103                           | 1104                           | 日本車輌製造 |
| 1105                           | 1106                           | 1107                           | 1108                           | 日本車輌製造 |
| 1201                           | 1202                           | 1203                           | 1204                           | 近畿車輛     |
| 1205                           | 1206                           | 1207                           | 1208                           | 近畿車輛     |

## 車両概説
※ここでは主に製造当初の構造について述べる。

### 車体
西鉄初の全普通鋼製車両で、正面は非貫通2枚窓で傾斜を持たせたいわゆる「湘南顔」スタイルである。側扉は片開き2扉で、側面窓は二段上昇窓となっている。近畿車輛製の1201F（F=編成）のみは側面窓が同社の親会社である近畿日本鉄道の車両で実績のあったバランサ付きフリーストップ1枚下降窓で製造されたが、後に他車と同じ二段上昇窓に改造された。このため1201Fのみアルミ枠を持つユニット窓となっている。側面窓配置は先頭車がd1D (1) 5 (1) D1、中間車は1D (1) 6 (1) D1（d=乗務員室扉、D=客用扉、数字は窓の枚数、カッコ内は戸袋窓）。
車体塗装は製造当初、上半ベージュ、下半茶色の西鉄標準色であったが、1959年5月1日に急行の格上げにより特急が新設された際、コバルトブルーに黄色の帯に改められた。

### 台車・機器
台車は1000番台車がアルストム式の住友金属工業製FS314、1100番台車がペデスタル式の日本車輌製造製ND302、1200番台車のうち1201Fがシュリーレン式の近畿車輛製KD29、1205Fが同じくKD29Aである。
駆動方式は1000・1100番台車がWN駆動方式、1200番台車が中空軸平行カルダン駆動方式である。電動車2両を1ユニットとする全電動車編成として加速性能の向上を図っている。パンタグラフは各中間車の屋根上に1基ずつ設置している。
制御装置は抵抗制御で、中間車に主制御器を設置し、1基の制御器で電動車2両にある計8個の主電動機を制御する1C8M方式である。先頭車には電動発電機を搭載する。

### 車内
扉間は向かいあわせの固定クロスシート（ボックスシート）であるが、扉付近と車端部はロングシートとなっている。ロングシート部分には吊り革を設ける。
照明には蛍光灯を採用し、製造当初より扇風機を設置した。

### 製造年月日
- 1001F - 1957年6月1日
- 1005F - 1957年6月1日
- 1101F - 1958年12月19日
- 1105F - 1958年12月19日
- 1201F - 1958年12月19日
- 1205F - 1960年5月25日

### 3ドア化改造
- 1001F - 1977年11月22日
- 1005F - 1978年1月24日
- 1101F - 1977年2月10日
- 1105F - 1977年9月6日
- 1201F - 1976年10月2日
- 1205F - 1977年8月9日

## 運用

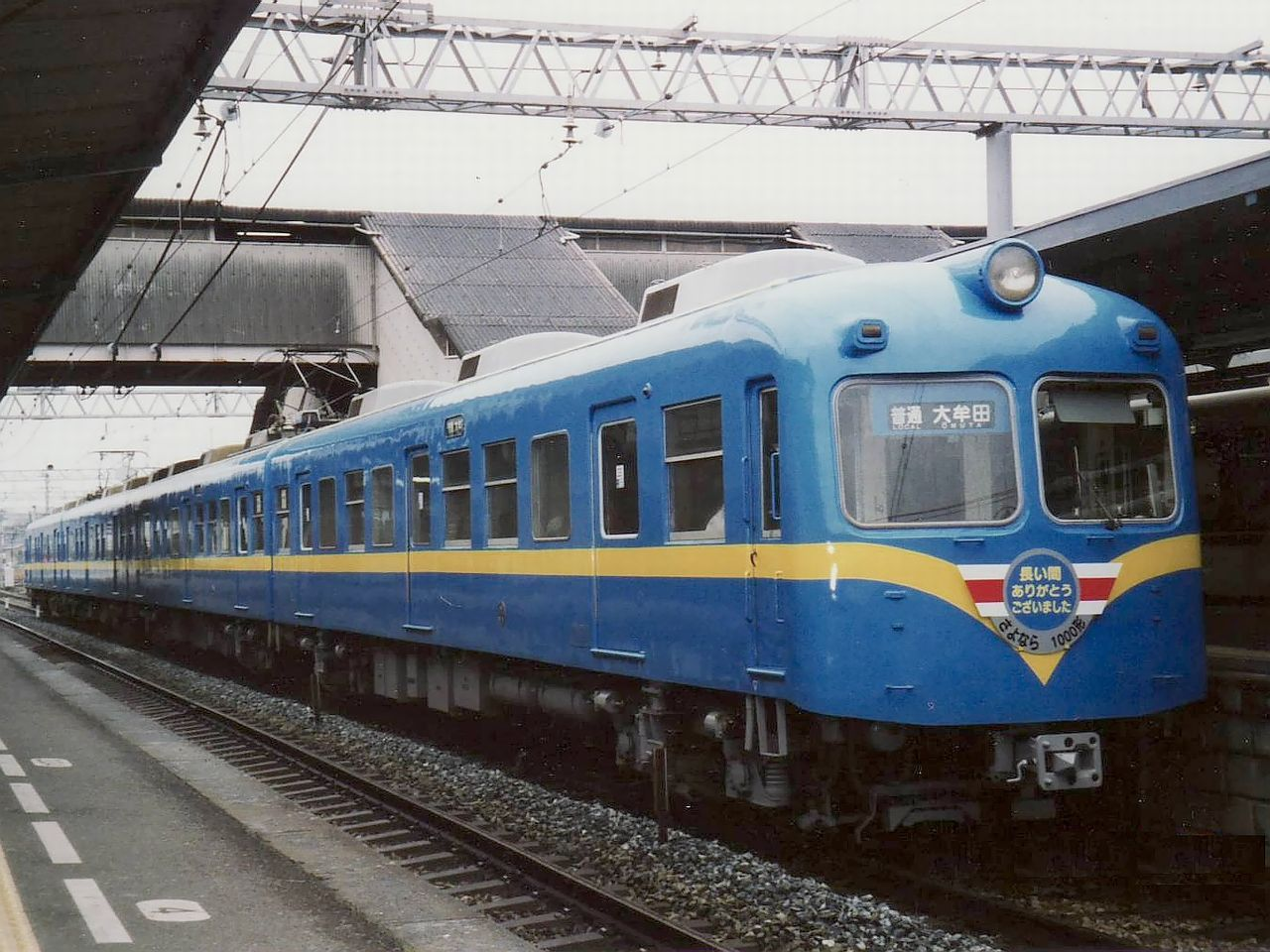
さよなら運転時の1101編成。塗装は旧特急塗装。

製造当初は福岡駅（現・福岡（天神）駅） - 大牟田駅間直通の急行に使用された。1959年5月1日のダイヤ改正により急行が特急に格上げされた際、塗色変更され特急用車となり、特急・急行に使用された。しかし4両固定編成であり輸送力不足となったことに加え、床下機器配置の関係で大容量の電動発電機を設置することができず、当時の技術では冷房化改造が不可能とされたため、1973年に代替として2000形が製造された。これにより特急運用を離脱し急行用に格下げとなった。
その後間もなく600形の冷房化が進んだため普通列車に転用されることになり、1975年に座席のロングシート化を受けた。塗装を5000形と同様のアイスグリーン地に赤帯（ボンレッド）の塗色に改め、同時に3ドア化もされた。3扉化改造後の1982年から1983年には従来の電動発電機に代わり福岡方先頭車（番号末尾04・08）に容量90kVAのSIVを取り付けた上で冷房化改造が実施され、1983年から1984年には左側前面窓上部に方向幕が設置された。1989年から1991年にかけて空気圧縮機が変更され、従来両方の先頭車に設けられていたDH-25を撤去し、大牟田方先頭車（番号末尾01・05）に大容量のC-2000Mを設置している。
6050形・7000形の製造に伴い、1996年に1001Fが廃車となり、翌1997年には1201Fが、1999年度に1105Fが、2000年度に1205F・1005F・1101Fがそれぞれ廃車となり形式消滅した。最後まで残った1101Fはコバルトブルーと黄色帯の特急塗装に復元され、2001年3月12日から3月25日の間お別れ運行を行った。
廃車後は全車両が解体されている。